# 돌조개목
돌조개목(Arcida)은 이매패류에 속하는 현존하는 연체동물 목의 하나이다. 이 목은 오르도비스기 전기까지 거슬러 올라간다. 돌조개목은 조가비에 곧은 접변(이음매 경첩)과 똑같은 크기로 된 폐각근을 가지고 있어, 홍합류와 같은 관련 그룹과 구별된다.
현재 돌조개목은 피조개 등이 속한 돌조개과를 포함하여 7개의 과가 인정되고 있다.

## 2010년 분류
2010년 비엘레(Bieler)와 카터(Carter) 그리고 코안(Coan)은 2010년 출판된 이매패류의 분류 체계에서, 돌조개목을 포함한 이매패강 분류를 개정하여, 이매패류에 관한 새로운 분류 체계를 제안했다.
- 돌조개상과(Arcoidea)
  - 돌조개과(Arcidae)
  - 쿠쿨라이아과(Cucullaeidae)
  - 밤색무늬조개과(Glycymerididae)
  - 복털조개과(Noetiidae)
  - 왕복털조개과(Parallelodontidae)
- 바탕무늬조개상과(Limopsoidea)
  - 바탕무늬조개과(Limopsidae)
  - 필로브리아과(Philobryidae)